# Förbundet för muslimska lärde
Förbundet för muslimska lärde (arabiska: هيئة علماء المسلمين, Hayat al-Ulama al-Muslimin) är en grupp av sunnitiska religiösa ledare i Irak. Gruppen bildades 2003. Förbundet motsätter sig den amerikanska närvaron i Irak, och har uppmanat till väpnat motstånd mot de amerikanska styrkorna. Det ses som en av de mest inflytelserika och en av de mer hårdföra sunnitiska krafterna i Irak.
Förbundets ordförande är Harith Sulayman al-Dhari. 